# 吉河畔圣克莱芒
吉河畔萨洛奈（法語：Saint-Clément-sur-Guye，法語發音：[sɛ̃ klemɑ̃ syʁ ɡi]）是法国索恩-卢瓦尔省的一个市镇，属于马孔区。

## 地理
吉河畔圣克莱芒（46°36'58"N, 4°35'5"E）面积7.4 平方千米，位于法国勃艮第-弗朗什-孔泰大區索恩-卢瓦尔省，该省份为法国中部省份，北起顺时针与科多尔省、汝拉省、安省、罗讷省、卢瓦尔省、阿列省和涅夫勒省接壤。
与吉河畔圣克莱芒接壤的市镇（或旧市镇、城区）包括：热努伊、比尔南、比尔济、容西、沃昂普雷。
吉河畔圣克莱芒的时区为UTC+01:00、UTC+02:00（夏令时）。

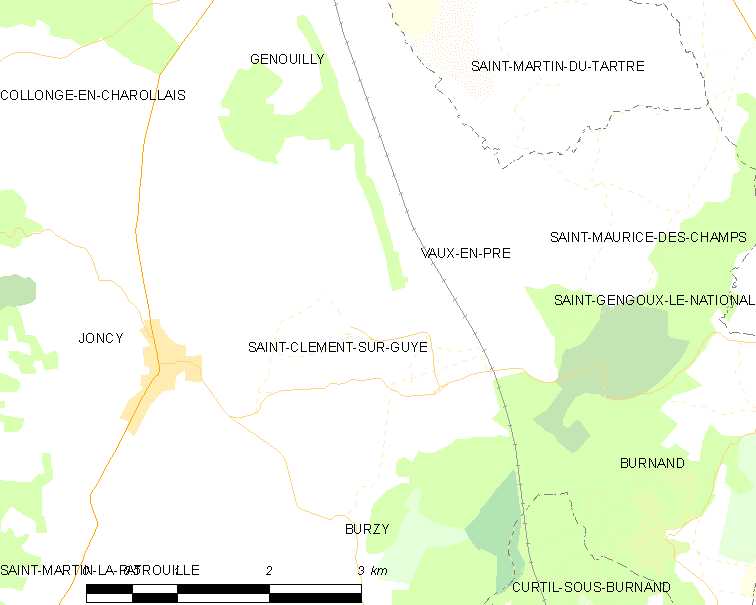
吉河畔圣克莱芒的OSM定位图

## 行政
吉河畔圣克莱芒的邮政编码为71460，INSEE市镇编码为71400。

## 政治
吉河畔圣克莱芒所属的省级选区为克吕尼县。

## 人口

1962-2008年间吉河畔圣克莱芒人口变化图示

吉河畔圣克莱芒于2022年1月1日时的人口数量为139人。